# Puy-l'Évêque
Puy-l'Évêque är en kommun i departementet Lot i regionen Occitanien i södra Frankrike. Kommunen ligger i kantonen Puy-l'Évêque som tillhör arrondissementet Cahors. År 2022 hade Puy-l'Évêque 1 870 invånare.

## Befolkningsutveckling
Antalet invånare i kommunen Puy-l'Évêque
| Referens: INSEE |